# Каменное (озеро, Опочецкий район)
Каменное — озеро в Глубоковской волости Опочецкого района Псковской области.
Площадь водосборного бассейна — 51,6 км². Площадь поверхности — 8,09 км² (808,8 га, с островами — 8,90 км²). Максимальная глубина — 7,0 м, средняя глубина — 3,7 м.
На берегу озера расположены деревни Руднихино, Камено, Богры, Ястребово.
Озеро проточное. Относится к бассейну реки Алоль, притока реки Великой.
Тип озера лещово-плотвичный. Массовые виды рыб: лещ, щука, плотва, окунь, густера, ерш, красноперка, линь, карась, налим, язь, вьюн, щиповка, бычок-подкаменщик, пескарь; а также широкопалый рак (единично).
Для озера характерно песчано-каменисто-илистое дно.